# Anyphops narcissi
Anyphops narcissi är en spindelart som beskrevs av Benoit 1972. Anyphops narcissi ingår i släktet Anyphops och familjen Selenopidae.
Artens utbredningsområde är Swaziland. Inga underarter finns listade i Catalogue of Life.